# Hardin (Texas)
Hardin è un centro abitato degli Stati Uniti d'America situato nella contea di Liberty dello Stato del Texas.
La popolazione era di 819 persone al censimento del 2010.

## Geografia fisica
Hardin è situata a 30°09′01″N 94°44′12″W (30.150170, -94.736631).
Secondo lo United States Census Bureau, ha un'area totale di 2,3 miglia quadrate (6,0 km²).

## Società

### Evoluzione demografica
Secondo il censimento del 2000, c'erano 819 persone, 291 nuclei familiari e 219 famiglie residenti nella città. La densità di popolazione era di 329,4 persone per miglio quadrato (127,3/km²). C'erano 305 unità abitative a una densità media di 133,1 per miglio quadrato (51,4/km²). La composizione etnica della città era formata dal 98,54% di bianchi, lo 0,53% di afroamericani, lo 0,13% di asiatici, lo 0,66% di altre razze, e lo 0,13% di due o più etnie. Ispanici o latinos di qualunque razza erano il 4,11% della popolazione.
C'erano 291 nuclei familiari di cui il 34,4% aveva figli di età inferiore ai 18 anni, il 62,9% aveva coppie sposate conviventi, l'8,9% aveva un capofamiglia femmina senza marito, e il 24,7% erano non-famiglie. Il 22,7% di tutti i nuclei familiari erano individuali e il 12,4% aveva componenti con un'età di 65 anni o più che vivevano da soli. Il numero di componenti medio di un nucleo familiare era di 2,59 e quello di una famiglia era di 3,03.
La popolazione era composta dal 26,0% di persone sotto i 18 anni, il 9,1% di persone dai 18 ai 24 anni, il 26,0% di persone dai 25 ai 44 anni, il 24,6% di persone dai 45 ai 64 anni, e il 14,3% di persone di 65 anni o più. L'età media era di 38 anni. Per ogni 100 femmine c'erano 99,2 maschi. Per ogni 100 femmine dai 18 anni in giù, c'erano 95,5 maschi.
Il reddito medio di un nucleo familiare era di 41.016 dollari e quello di una famiglia era di 47.500 dollari. I maschi avevano un reddito medio di 36.964 dollari contro i 19.583 dollari delle femmine. Il reddito pro capite era di 18.445 dollari. Circa il 6,9% delle famiglie e l'8,7% della popolazione erano sotto la soglia di povertà, incluso il 10,2% di persone sotto i 18 anni e l'11,0% di persone di 65 anni o più.